# Portret Ireny Solskiej
Portret Ireny Solskiej – obraz autorstwa Leona Wyczółkowskiego przedstawiający Irenę Solską, namalowany w roku 1899. Obecnie dzieło znajduje się w zbiorach Muzeum Narodowego w Krakowie.